# 布賴特福斯冰川

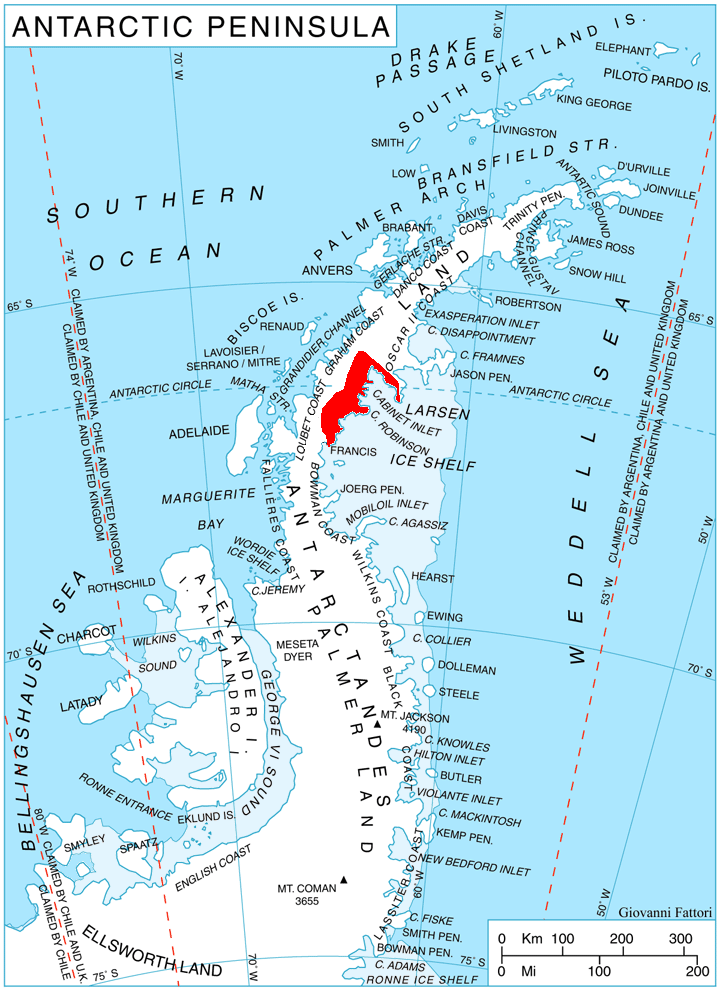

66°58′S 64°52′W / 66.967°S 64.867°W
布賴特福斯冰川（英語：Breitfuss Glacier）是南極洲的冰川，位於葛拉漢地東岸的弗因海岸，全長19公里，流經阿韋里高原，終點在夏凡納角，由英國探險隊繪入地圖。